# Elezioni regionali in Valle d'Aosta del 2020
Le elezioni regionali in Valle d'Aosta del 2020 si sono svolte il 20 e il 21 settembre.

## Legge elettorale
Il sistema elettorale in Valle d’Aosta è stato modificato dalla L.R.16/2017, abolendo il ballottaggio e conseguentemente riportando la politica locale ad un meccanismo sostanzialmente proporzionale. La legge prevede l’elezione solamente dei 35 consiglieri, con un sistema proporzionale a turno unico. Il presidente della Regione, a differenza delle altre regioni italiane (tranne il Trentino-Alto Adige) dove è prevista l'elezione diretta, viene eletto successivamente con una votazione interna al Consiglio, secondo un meccanismo di maggioranza assoluta (occorrono la metà dei voti più uno per risultare eletti).
Due o più liste possono sottoscrivere un programma elettorale comune, ma l’elettore voterà comunque la singola lista. Ogni lista deve essere composta da un minimo di 18 nomi a un massimo di 35. L’elettore può indicare una sola preferenza, caso quasi unico nelle legislazioni elettorali italiane, dove la doppia preferenza di genere è la norma.
I seggi vengono distribuiti proporzionalmente tra le liste, con un eventuale premio di maggioranza che scatta solamente nel caso in cui una lista o un gruppo di liste raggiungano il 42% dei voti, e che comporta l'attribuzione di 21 seggi.
Sono previste due soglie di sbarramento. La prima esclude le liste che non abbiano raggiunto il quoziente minimo (dato dalla divisione tra la somma dei voti totali e il numero dei seggi da assegnare). Tra le liste sopravvissute alla prima scrematura, si ripartiscono i seggi e poi si applica il secondo sbarramento: vengono così escluse tutte le liste che non hanno ottenuto almeno due seggi in questo primo tentativo. I seggi "liberati" vengono riassegnati alle altre liste.
Una volta attribuiti i seggi alle liste, vengono conteggiate le preferenze per ogni candidato all’interno della lista e stilata una graduatoria con i nomi.
Il cittadino esprime il proprio voto tracciando un segno sul simbolo della lista scelta. Accanto a questo è presente uno spazio dove l'elettore può esprimere un unico voto di preferenza.
Le preferenze possono essere espresse: 
- scrivendo nome e cognome del candidato
- scrivendo solo il cognome del candidato (in caso di omonimia nei cognomi va specificato anche il nome)
- scrivendo il numero arabo corrispondente al candidato

Se l’elettore non sceglie alcuna lista, ma decide di esprimere una preferenza collegata a una singola lista, allora il voto verrà attribuito alla lista stessa.

## Liste
| Liste | Liste                                             | Collocazione                  | Ideologia                                                    |
| ----- | ------------------------------------------------- | ----------------------------- | ------------------------------------------------------------ |
|       | Centro-destra Valle d'Aosta (FI-FdI)              | Centro-destra/destra radicale | Regionalismo, conservatorismo, populismo di destra           |
|       | Lega Salvini Vallée d'Aoste                       | Destra/estrema destra         | Regionalismo, nazionalismo italiano, populismo di destra     |
|       | Movimento 5 Stelle                                | Trasversale                   | Populismo, democrazia diretta, ambientalismo                 |
|       | Vallée d'Aoste Unie                               | Centro-sinistra               | Regionalismo, liberalismo sociale                            |
|       | Progetto Civico Progressista                      | Centro-sinistra               | Socialdemocrazia, liberalismo sociale, ambientalismo         |
|       | Alliance Valdôtaine – Stella Alpina - Italia Viva | Centro/centro-sinistra        | Regionalismo, liberalismo sociale, cristianesimo democratico |
|       | Union Valdôtaine                                  | Centro                        | Regionalismo, autonomismo valdostano                         |
|       | Pour l'Autonomie                                  | Centro/centro-destra          | Regionalismo, autonomismo valdostano                         |
|       | Rinascimento Valle d'Aosta                        | Centro/centro-destra          | Liberismo, liberalismo conservatore                          |
|       | Pays d'Aoste souverain                            | Centro                        | Regionalismo, autonomismo valdostano, indipendentismo        |
|       | Valle d'Aosta Futura                              | Centro                        | Regionalismo, progressismo                                   |
|       | VdALibra - Partito Animalista Italiano            | Centro-sinistra/sinistra      | Regionalismo, animalismo                                     |

## Risultati
| Liste                                             | Voti    | %     | Seggi | +/- Seggi   |
| ------------------------------------------------- | ------- | ----- | ----- | ----------- |
| Lega Salvini Vallée d'Aoste                       | 15.837  | 23,90 | 11    | 4           |
| Union Valdôtaine                                  | 10.470  | 15,80 | 7     | Stabile     |
| Progetto Civico Progressista                      | 10.106  | 15,25 | 7     | 7           |
| Alliance Valdôtaine - Stella Alpina - Italia Viva | 5.880   | 8,87  | 4     | 3           |
| Vallée d'Aoste Unie                               | 5.397   | 8,14  | 3     | [ 9 ]       |
| Pour l'Autonomie                                  | 4.212   | 6,36  | 3     | Nuova Lista |
| Centro-destra Valle d'Aosta (FI-FdI-NVdA-PNV)     | 3.761   | 5,68  | -     | Stabile     |
| Rinascimento Valle d'Aosta                        | 3.289   | 4,96  | -     | Nuova Lista |
| Movimento 5 Stelle                                | 2.589   | 3,91  | -     | 4           |
| Pays d'Aoste souverain                            | 1.876   | 2,83  | -     | Nuova Lista |
| Valle d'Aosta Futura                              | 1.761   | 2,66  | -     | Nuova Lista |
| VdALibra - PAI                                    | 1.084   | 1,64  | -     | Nuova Lista |
| Totale                                            | 66.283  | 91,17 | 35    |             |
| Schede bianche                                    | 2.642   | 3,63  |       |             |
| Schede nulle                                      | 3.777   | 5,20  |       |             |
| Votanti                                           | 72.702  | 100   |       |             |
| Elettori                                          | 103.127 |       |       |             |

## Gli eletti
- Lega Salvini Vallée d'Aoste: Nicoletta Spelgatti, Andrea Fabrizio Manfrin, Stefano Aggravi, Paolo Sammaritani, Dino Planaz, Christian Ganis, Luca Distort, Raffaella Frudraz in Jérusel, Simone Perron, Erik Lavy, Dennis Brunod;[10]
- Union Valdôtaine: Renzo Testolin, Davide Sapinet, Erik Lavévaz, Giulio Grosjaques, Aurelio Marguerettaz, Roberto Rosaire, Roberto Barmasse;
- Progetto Civico Progressista: Alberto Bertin, Chiara Minelli, Jean-Pierre Guichardaz, Antonino Malacrinò, Erika Guichardaz, Andrea Padovani, Paolo Crétier;
- Alliance Valdôtaine – Stella Alpina - Italia Viva: Luigi Bertschy, Albert Chatrian, Carlo Marzi, Pierluigi Marquis;
- Vallée d’Aoste Unie: Corrado Jordan, Claudio Restano, Luciano Caveri;
- Pour l'Autonomie: Augusto Rollandin (sospeso fino a novembre 2020 ai sensi della Legge Severino, subentra Marco Carrel), Mauro Baccega, Gian Carlo Stévenin.